# Shin Se-kyung
Đây là một tên người Triều Tiên, họ là Shin.
Shin Se-kyung (Hangul: 신세경, Hanja: 申世灵, Hán Việt: Thân Thế Cảnh, sinh ngày 29 tháng 7 năm 1990) là một nữ diễn viên người Hàn Quốc. Shin Se-kyung bắt đầu sự nghiệp giải trí vào năm 1998 khi 8 tuổi, làm người mẫu kiêm ca sĩ và xuất hiện trên hình bìa poster Seo Tai-ji cho album solo đầu tay của ca sĩ mang tên Take Five, sau đó, bắt đầu theo đuổi nghề diễn viên và sự nghiệp diễn xuất có bước đột phá khi tham gia phim sitcom Gia đình là số một vào năm 2009. Khán giả biết đến Shin với các vai diễn trong các phim điện ảnh và phim truyền hình như Hindsight và Deep Rooted Tree.

## Phim

### Điện ảnh
| Năm  | Tên                    | Vai           | Ghi chú                            |
| ---- | ---------------------- | ------------- | ---------------------------------- |
| 2004 | My Little Bride        | Hye-won       |                                    |
| 2006 | Cinderella             | Hyeon-su      |                                    |
| 2009 | Five Senses of Eros    | Shin Su-jeong | segment "Believe in the Moment"    |
| 2010 | Acoustic               | Se-kyung      | segment "Broccoli"                 |
| 2011 | Hindsight              | Jo Se-bin     |                                    |
| 2012 | R2B: Return to Base    | Yoo Se-young  |                                    |
| 2014 | Tazza: The Hidden Card | Heo Mi-na     |                                    |
| 2017 | The Preparation        | Teacher       |                                    |
| 2022 | Another Record         | herself       | Documentary film Showbox KT Season |

### Truyền hình
| Năm       | Tên                                                 | Vai                               | Số tập | Kênh |
| --------- | --------------------------------------------------- | --------------------------------- | ------ | ---- |
| 2004      | The Land                                            | teenage Choi See                  |        | SBS  |
| 2009      | Nữ hoàng Seondeok                                   | teenage Princess Cheonmyeong      |        | MBC  |
| 2009      | High Kick Through the Roof                          | Shin Se-kyung                     |        | MBC  |
| 2011      | Deep Rooted Tree                                    | So-yi/Dam                         |        | SBS  |
| 2012      | Gia đình là số một (phần 3)                         | Se-kyung (khách mời, tập 75)      |        | MBC  |
| 2012      | Fashion King                                        | Lee Ga-young                      |        | SBS  |
| 2012      | Gia đình chồng tôi                                  | Shin Se-kyung (khách mời, tập 49) |        | KBS2 |
| 2013      | Khi đàn ông yêu                                     | Seo Mi-do                         |        | MBC  |
| 2014      | Người sắt - Blade Man                               | Son Se-dong                       |        | KBS2 |
| 2015      | Cặp đôi ngoại cảm - The Girl Who Sees Smells        | Oh Cho Rim, Choi So Eun           | 16     | SBS  |
| 2015      | Six Flying Dragons                                  | Boon-Yi                           |        | SBS  |
| 2017      | Bride of the Water God                              | So-ah                             |        | tvN  |
| 2017-2018 | Black Knight: The Man Who Guards Me                 | Jung Hae-ra                       |        | KBS  |
| 2019      | Nhà Sử Học Tân Binh Goo Hae Ryung (신입사관 구해령) | Goo Hae Ryung                     | 32     | MBC  |
| 2020      | Bước chạy tới trái tim                              | Oh Mi Joo                         | 16     | JTBC |
| 2023      | Arthdal Chronicles 2                                | Tan-ya                            |        | tvN  |

### Chương trình khác
| Năm  | Tên                     | Kênh | Ghi chú                 |
| ---- | ----------------------- | ---- | ----------------------- |
| 2010 | I'm Real: Shin Se-kyung | QTV  |                         |
| 2011 | Infinite Challenge      | MBC  | Guest, episodes 269-270 |
| 2011 | Running Man             | SBS  | Guest, episodes 57-58   |
| 2012 | Running Man             | SBS  | Guest, episode 103      |
| 2015 | Running Man             | SBS  | Guest, episode 241      |

### Music video
| Năm  | Tên bài hát          | Nghệ sĩ       |
| ---- | -------------------- | ------------- |
| 1999 | "MCMXCIX"            | 1999 대한민국 |
| 2010 | "Don't Say Anything" | BlueBrand     |

## Giải thưởng và Đề cử
| Năm  | Giải                                              | Hạng mục                                                | Đề cử                      | Kết quả   |
| ---- | ------------------------------------------------- | ------------------------------------------------------- | -------------------------- | --------- |
| 2009 | MBC Entertainment Awards                          | Best New Actress                                        | High Kick Through the Roof | Đoạt giải |
| 2009 | MBC Entertainment Awards                          | Best Couple Award in a Comedy/Sitcom with Yoon Shi-yoon | High Kick Through the Roof | Đoạt giải |
| 2010 | 4th Mnet 20's Choice Awards                       | 20's Most Influential Star                              | —                          | Đoạt giải |
| 2010 | 46th Baeksang Arts Awards                         | Best New Actress (TV)                                   | High Kick Through the Roof | Đề cử     |
| 2011 | 15th Puchon International Fantastic Film Festival | Fantasia Award                                          | High Kick Through the Roof | Đoạt giải |
| 2011 | 4th Style Icon Awards                             | New Icon Award                                          | —                          | Đoạt giải |
| 2011 | 48th Grand Bell Awards                            | Best New Actress                                        | Hindsight                  | Đề cử     |
| 2011 | 32nd Blue Dragon Film Awards                      | Best New Actress                                        | Hindsight                  | Đề cử     |
| 2011 | 12th Korea Visual Arts Festival                   | Photogenic Award, TV category                           | Deep Rooted Tree           | Đoạt giải |
| 2011 | SBS Drama Awards                                  | Excellence Award, Actress in a Drama Special            | Deep Rooted Tree           | Đoạt giải |
| 2012 | 6th Mnet 20's Choice Awards                       | 20's Female Drama Star                                  | Deep Rooted Tree           | Đề cử     |
| 2012 | 7th Seoul International Drama Awards              | Outstanding Korean Actress                              | Deep Rooted Tree           | Đề cử     |
| 2012 | 5th Korea Drama Awards                            | Top Excellence Award, Actress                           | Fashion King               | Đề cử     |
| 2012 | SBS Drama Awards                                  | Top Excellence Award, Actress in a Miniseries           | Fashion King               | Đề cử     |
| 2013 | MBC Drama Awards                                  | Excellence Award, Actress in a Miniseries               | When a Man Falls in Love   | Đoạt giải |
| 2014 | 35th Blue Dragon Film Awards                      | Popular Star Award                                      | Tazza: The Hidden Card     | Đoạt giải |
| 2014 | KBS Drama Awards                                  | Excellence Award, Actress in a Miniseries               | Blade Man                  | Đề cử     |